# 地域性
地域性（ちいきせい、英語: regionality）とは、それぞれの地域がもつ総合的な性格のことである。「地域的性格」の略語であり、一般語では「土地柄」ともいえる。
地域性の解明は、地誌学における研究の目標となる。

## 形成
地域性は、各地域における自然条件と社会条件の相互作用により形成される。
一例として、地域性の指標となる暦や生活暦には、自然条件と社会条件との関係性をもつ。日本の農村では、明治時代の新暦（グレゴリオ暦）の導入後も農事暦や生活利便性との関連性で旧暦（太陰太陽暦）を用い続けていた。また、日本では年中行事を月遅れで行う地域が多いが、桃や菖蒲の成長の時期や農閑期などとの兼ね合いのためである。このほか、学校暦も、寒中休みや農繁期の休暇などで各地域の地域性と関連している。

## 地域調査
地域調査において、対象地域を構成する地域性が何かを特定することが重要となる。市川健夫は、対象地域の地域性を理解するうえで、雑貨店を訪問し、陳列されている商品が何かを確認することで、地域の生業や生活のようすを把握していた。

## 日本の地理学での展開
日本では、昭和初期にアルフレート・ヘットナーによる地域性の解明を重視した地誌学方法論が紹介され、地理学界で支持されるようになった。1930年頃になると、地誌学の研究目的として地域性の究明が挙げられるようになっていった。

### 三沢勝衛
三沢勝衛は、著書『郷土地理の観方』において地理学の研究の最終目的として地域性の究明を指摘した。三沢は、関係位置や交通位置の特性を地域性に含めて捉えているが、1933年末以降は「地域性」に代わり「風土性」という用語を使用するようになっていった。

### 田中啓爾
日本の地理学では、田中啓爾により地域性の解明の重要性が主張されていった。田中は、地域性を類型的に把握していくことを目的に「○○性」という地理用語を多数考案した。田村百代は、地域性を構成する多数の「○○性」を、以下の3つに分類している。
| (1) 広範囲にみられる総合的関係               | (2) 特定地域にみられる複合的関係                                                                                               | (3) 特定地域にみられる限定的関係 |
| -------------------------------------------- | --- | --- |
| - 南北性 - 高距性 - 表裏性 - 臨海性 - 隔海性 | - 三角州性 - 扇状地性 - 台地性 - 丘陵性 - 高原性 - 山地性 - リアス海岸性 - 火山性 - 隔絶性 - 半島性 - 岬端性 - 島嶼性 - 離島性 | - 傾斜性 - 比高性 - 輪郭性 - 障壁性 - 乏水性 - 富水性 - 湧水性 - 高温性 - 冷涼性 - 多雨性 - 寡雨性 - 風上性 - 風下性 - 労力性 - 原料性 - 動力性 |

この分類により、地域性を一般的な関係と特殊な関係に分類することができる。このとき、(1) 広範囲にみられる総合的関係 が最も一般的で高位な地域性といえる。(2) 特定地域にみられる複合的関係 がその次に高位な地域性であり、(3) 特定地域にみられる限定的関係 は最も低位な地域性である。また、(1)と(2)は、(3)から構成される。